# Agent A - 偽装のパズル
『Agent A - 偽装のパズル』（エージェントエー ぎそうのパズル、原題：Agent A: A Puzzle in Disguise）は、オーストラリアのインディーゲームスタジオYak & Coが開発・発売したポイント・アンド・クリック形式のアドベンチャーゲーム。

## 概要
プレイヤーはスパイの「エージェントA」となり、敵対する女スパイのルビー・ラ・ルージュ（Ruby La Rouge）のアジトに潜入して彼女を捕縛する任務に臨む。アジトの内部には様々な仕掛けが施されており、画面上のものをタップ（クリック）したり入手アイテムを使用したりなどしながら事態を打開していくことになる。本作の内容は全5章の構成である。なお、iOS・Android版の発売当初の内容は第2章までで、第3章以降は順次無料配信された。
本作開発者の一人であるMark Whiteは、Fire Maple Gamesが開発した論理ベースのパズル要素を含むアドベンチャーゲーム『The Lost City』がゲームジャンル選択のきっかけと語っている。また、ゲーム以外で影響を受けた作品として、1960年代後半に放送されたアメリカのスパイドラマ『それ行けスマート』やショーン・コネリーがジェームズ・ボンド役を演じた初期の『007』映画シリーズを挙げ、アートスタイルでは、アートディレクターのケビン・ダートが手掛けるイラスト作品「Yuki 7」シリーズやイラストレーターのシャグが描くイラストのようなレトロスタイルの方向性からインスピレーションを得たとしている。

## 受賞
- AGDA Awards 2016 「Game of the Year」「Excellence in Art」「Excellence in Audio」[3]